# Carrer Major (Anglès)
El carrer Major d'Anglès és un dels carrers més representatius i emblemàtics no només del barri antic sinó de tota la vila, junt amb el carrer d'Avall, catalogats ambdós a l'Inventari del Patrimoni Arquitectònic de Catalunya. Al llarg del carrer conviuen dues naturaleses constructives pròpies de dos moments històrics diferents, com són: per una banda, tenim les construccions d'època medieval, en la qual s'observen tres tipologies evidents, com ara: cases medievals, els casals gòtics i les cases medievals transformades. Totes tres es caracteritzen per una sèrie de trets: en primer lloc, les cases medievals solen disposar de planta baixa més un o dos pisos superiors, i sovint també golfes. La façana varia segons l'amplada, però sempre domina el ple sobre el buit (finestres petites i emmarcades de pedra). La porta normalment és de mig punt i feta amb pedra de riu. En segon lloc tenim els casals gòtics, que consten de planta baixa més dos pisos superiors. Normalment la composició és simètrica, amb portals adovellats i finestrals amb arcs lobulats i llindes gravades. Solen superar els 9 metres d'amplada i tenen tres eixos de composició. Finalment trobem les cases medievals transformades, que com el seu nom bé indica aquestes han experimentat una reordenació de la façana buscant més llum, amb obertura o transformació de finestres preexistents en balcons. Tot i que cadascuna té els seus trets singulars, les tres comparteixen una sèrie de característiques comunes: solen ser cases unifamiliars, moltes de les quals preveien un ús agrícola, amb un portal de grans dimensions, una o dues plantes d'habitatge i unes golfes que solien servir com a graner
Tot i la pervivència d'elements medievals concentrats en els diferents habitatges, al llarg del carrer també afloren algunes construccions d'època contemporània, tant del segle xix com de nova construcció. D'entre les múltiples construccions que s'apleguen al llarg del carrer, destaquen especialment una sèrie d'exemplars constructius enormement representatius, com ara Cal Noi, Cal Rellotger i Ca l'Esparter. I és que els tres monopolitzen i apleguen en les seves respectives façanes alguns dels motius arquitectònics més bells i esplèndids de tot el barri vell.

## Història
El carrer Major va ser, entorn del 1887, el primer de tot l'estat espanyol en disposar d'enllumenat elèctric gràcies a la gentilesa d'Indústries Burés. Aquest enllumenat funcionava sempre que ho fes la fàbrica, ja que ho feia amb l'energia generada per la turbina de la fàbrica.
L'entrada en funcionament de l'enllumenat elèctric es va produir concretament el dia 13 de novembre de 1887 i cal emmarcar-lo en el context dels actes de celebració relacionats amb la inauguració de la fàbrica Burés. I és que després dels multitudinaris actes populars que s'havien dut a terme al llarg de la diada, tota l'acció es va concentrar davant l'Ajuntament. Allà els músics de Santa Coloma de Farners començaren a tocar una sardana, al mateix temps que s'encenia el primer llum elèctric que es veia al poble d'Anglès, generant una gran sorpresa i admiració en tots els assistents a l'acte.
A principis de segle, es va procedir a arreglar la pujada que des del carrer del Raval porta al carrer Major, coneguda popularment com la pujada de can Cinto. Fins a l'any 1901, aquell era un caminet de terra amb fort pendent. El consistori anglesenc va decidir arreglar aquella pujada i col·locar-hi escalons, per un acord pres el dia 25 de febrer de 1901, i s'acceptà l'oferiment que va fer un dels socis de la fàbrica Burés, el Sr. Frederic Homs.